# Xanthandrus longipilus
Xanthandrus longipilus är en tvåvingeart som först beskrevs av Kassebeer 2000.  Xanthandrus longipilus ingår i släktet malblomflugor, och familjen blomflugor.
Artens utbredningsområde är Kongo. Inga underarter finns listade i Catalogue of Life.